# 北海道道18号札幌停車場線
北海道道18号札幌停車場線（ほっかいどうどう18ごう さっぽろていしゃじょうせん）は、北海道札幌市内を結ぶ道道（主要地方道）である。

## 概要
全線が札幌市管理路線である。札幌駅前通の北側三分の一にあたる。地下には札幌市営地下鉄南北線が通る。

### 路線データ
- 起点：北海道札幌市中央区北5条西3丁目（JR北海道 函館本線 札幌駅）
- 終点：北海道札幌市中央区北1条西3丁目（国道12号・国道36号・国道230号交点）
- 総延長：0.545 km[1]
- 実延長：0.527 km[1]
- 重用延長：0.018 km[1]

### 道路管理者
- 札幌市 建設局 総務部 道路管理課

## 歴史
- 1954年（昭和29年）
  - 1月20日 - 建設省（国土交通省）が主要地方道に指定。
  - 3月30日 - 39号として路線認定[2]。
- 1993年（平成5年）5月11日 - 建設省から、道道札幌停車場線が札幌停車場線として主要地方道に再指定される[3]。
- 1994年（平成6年）10月1日 - 路線番号を18号に変更[4]。

## 地理

### 通過する自治体
- 石狩振興局
  - 札幌市中央区

### 交差する道路

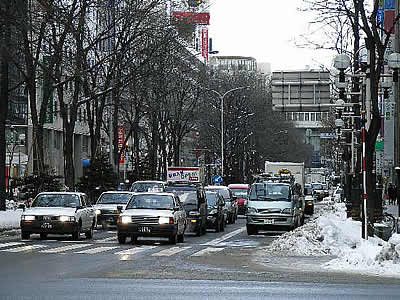
終点から札幌駅を見通す（2005年1月）

札幌市中央区
- 国道12号 - 北1条西3丁目（終点）
- 国道36号 - 北1条西3丁目（終点）
- 国道230号 - 北1条西3丁目（終点）